# Saint Kitts i Nevis na Letnich Igrzyskach Olimpijskich Młodzieży 2010
Saint Kitts i Nevis na Letnich Igrzyskach Olimpijskich Młodzieży 2010 w Singapurze reprezentowało 2 sportowców w 1 dyscyplinach.

## Skład kadry

### Lekkoatletyka
Chłopcy:
| Zawodnik        | Dyscyplina    | Kwalifikacje | Kwalifikacje | Finał    | Finał |
| Zawodnik        | Dyscyplina    | Rezultat     | Poz.         | Rezultat | Poz.  |
| --------------- | ------------- | ------------ | ------------ | -------- | ----- |
| Lonzo Wilkinson | bieg na 200 m | 23.76        | 23 qD        | 23.23    | 21    |

Dziewczęta:
| Zawodnik             | Dyscyplina    | Kwalifikacje | Kwalifikacje | Finał    | Finał |
| Zawodnik             | Dyscyplina    | Rezultat     | Poz.         | Rezultat | Poz.  |
| -------------------- | ------------- | ------------ | ------------ | -------- | ----- |
| Odinakachukwa Miller | bieg na 100 m | 12.59        | 15 qB        | 12.64    | 14    |